# Panini (przedsiębiorstwo)
Panini – włoskie przedsiębiorstwo sprzedające naklejki, karty, komiksy i czasopisma. Przedsiębiorstwo powstało w 1961 roku wraz z wydaniem swojej pierwszej kolekcji „Calciatori/Zawodników piłkarskich”. Założyciele, bracia Panini, od 1945 roku mieli otwarte stoisko z prasą na Corso Duomo w Modenie, a w roku 1954 otworzyli Biuro dystrybucji prasy braci Panini.
Przedsiębiorstwo pozostawało pod kontrolą rodziny Panini i rosło aż do osiągnięcia rocznego obrotu wynoszącego ponad 100 miliardów lirów.
W 1988 spółka została sprzedana Maxwell Group, która dokonała szeregu zmian w zarządzie wprowadzając menadżerów z innych krajów. Po latach trudności finansowych Panini zostało w 1992 roku kupione przez Bain Gallo Cuneo i De Agostini. Wystarczyły dwa lata skrupulatnego zarządzania, by przedsiębiorstwo odzyskało swój dawny blask. Panini dołączyło następnie do Marvel Entertainment Group. Kierownictwo, na którego czele stał Aldo H. Sallustro, nie zostało jednak zmienione, podobnie jak centrala przedsiębiorstwa, która pozostała we Włoszech.
8 października 1999 roku Panini zostało kupione przez kierownictwo spółki oraz należące do Vittorio Merloni przedsiębiorstwo Fineldo SpA, włoski konglomerat wytwarzający produkty na rynek masowy i finansujący różne przedsięwzięcia biznesowe.
Niedawno Panini nabyło przedsiębiorstwo World Foot Center, które zajmuje się dystrybucją i promocją towarów związanych z piłką nożną zarówno dla klubów, jak i narodowej reprezentacji Francji. Kupiło także większościowy pakiet akcji w DigitalSoccer Project, spółce rozwijającej rewolucyjne oprogramowanie dla sektora sportowego. Podjęło też decyzję o sprzedaży produkcji papieru samoprzylepnego, za którą odpowiadał dział Adespan, przedsiębiorstwu Avery Dennison, światowemu liderowi tej branży.
Panini Group jest mającym siedzibę w Modenie (Włochy) oraz przedstawicielstwa na wszystkich najważniejszych rynkach Europy oraz Chile i Brazylii światowym liderem na rynku naklejek, czwartym pod względem wielkości wydawcą dla dzieci w Europie, najważniejszym dostawcą komiksów dla księgarń we Włoszech oraz szybko rozwijającym się wydawcą na rynku multimediów. W 2007 roku skonsolidowany obrót spółki wyniósł 543 miliony euro, a swoje towary sprzedała ona w ponad 100 krajach.